# Hluboká (lom)
Lom Hluboká leží nedaleko obce Dachov v okrese Chrudim. Dva zatopené lomy v okolí Železnohorských lesů jsou v soukromém vlastnictví. 

## Historie

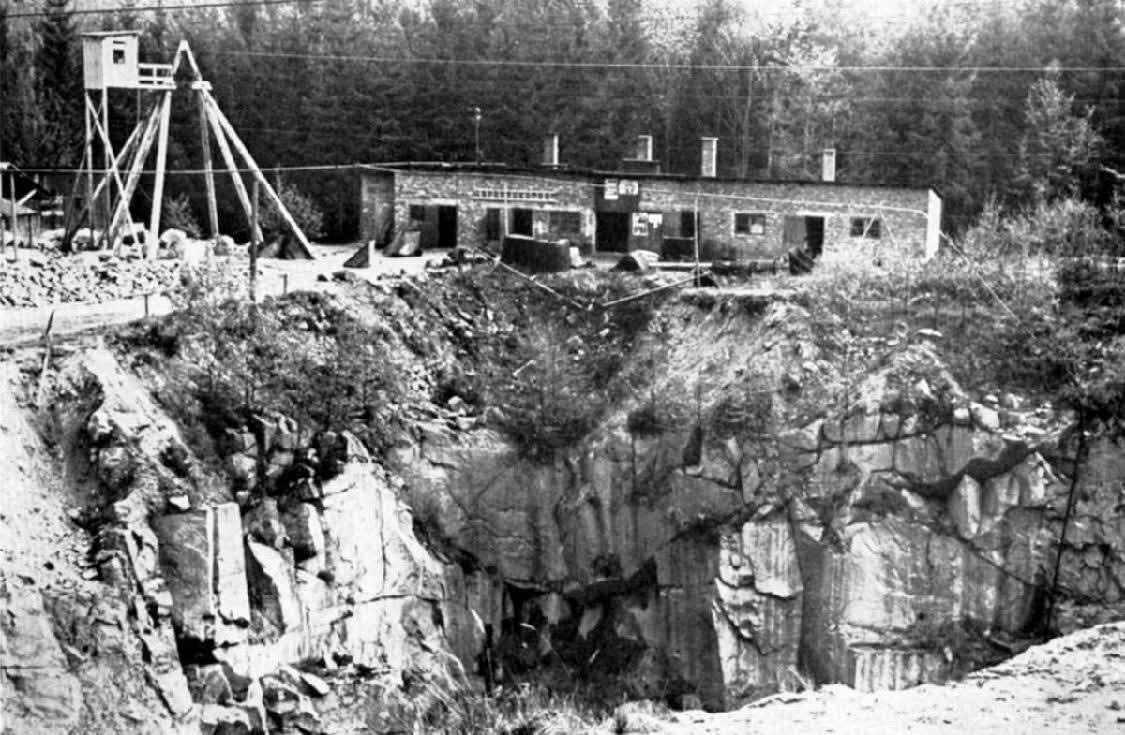
Lom Hluboká s budovou dnes již neexistující strojovny. V prvních dveřích vlevo byla ve dvojitém stropě ukryta vysílačka Libuše.

Lom byl otevřen v 90. letech 19. století. Těžila se zde žula, z níž kameníci ručně zhotovovali dlažební kostky, obrubníky, náhrobky a jiné produkty. Lom zaměstnával desítky dělníků z blízkého i dalekého okolí. Za protektorátu byl správcem lomu Jindřich Vaško, mladší bratr Františka Vaška, který si lom od chrudimského okresu pronajal. Nedaleko lomu se nachází bývalá osada Ležáky, která byla dne 24. června 1942 vypálena nacisty. 
Za pomoci bratrů Vaškových a strojníka Karla Svobody, byla ve strojovně lomu (dnes srovnané se zemí) ve dvojitém stropě ukryta vysílačka Libuše, s kterou radiotelegrafista Jiří Potůček-Tolar, z výsadku Silver A, informoval Londýn o situaci v Protektorátu.
Po vyhlazení Ležáků propadl lom Hluboká začátkem března 1943 Německé říši a podhodnocený byl prodán K. H. Becherovi, synovci příslušníka gestapa. Ten zároveň získal i někdejší podnik žulové lomy Františka Vaško.
V roce 1948 byl lom Hluboká znárodněn, v 90. letech 20. století byl restituován.

## Současnost
V současné době je z velké části zatopen. Část areálu je nepřístupná a slouží soukromým účelům (rekreační objekt), bývá využíván potapěči.